# Seznam evroposlancev iz Finske (1999–2004)
Seznam evroposlancev iz Finske v mandatu 1999-2004.

## Seznam
- Uma Aaltonen (Skupina Zelenih-Evropska svobodna zveza)
- Ulpu Iivari (Stranka evropskih socialistov)
- Piia-Noora Kauppi (Evropska ljudska stranka - Evropski demokrati)
- Eija-Riitta Anneli Korhola (Evropska ljudska stranka - Evropski demokrati)
- Marjo Matikainen-Kallström (Evropska ljudska stranka - Evropski demokrati)
- Riitta Myller (Stranka evropskih socialistov)
- Reino Paasilinna (Stranka evropskih socialistov)
- Mikko Pesälä (Evropska liberalna, demokratska in reformna stranka)
- Samuli Pohjamo (Evropska liberalna, demokratska in reformna stranka)
- Esko Olavi Seppänen (Evropska združena levica – Zelena nordijska levica)
- Ilkka Suominen (Evropska ljudska stranka - Evropski demokrati)
- Astrid Thors (Evropska liberalna, demokratska in reformna stranka)
- Paavo Väyrynen (Evropska liberalna, demokratska in reformna stranka)
- Ari Vatanen (Evropska ljudska stranka - Evropski demokrati)
- Kyösti Tapio Virrankoski (Evropska liberalna, demokratska in reformna stranka)
- Matti Wuori (Skupina Zelenih-Evropska svobodna zveza)